# Коулс (округ, Іллінойс)
Шаблон:StateAbbr_ 39°31′ пн. ш. 88°13′ зх. д. / 39.51° пн. ш. 88.22° зх. д.
Округ  Коулс (англ. Coles County) — округ (графство) у штаті Іллінойс, США. Ідентифікатор округу 17029.

## Історія
Округ утворений 1830 року.

## Демографія
За даними перепису 
2000 року 
загальне населення округу становило 53196 осіб, зокрема міського населення було 40455, а сільського — 12741.
Серед мешканців округу чоловіків було 25387, а жінок — 27809. В окрузі було 21043 домогосподарства, 12071 родин, які мешкали в 22768 будинках.
Середній розмір родини становив 2,91.
Віковий розподіл населення поданий у таблиці:
| Стать    | До 15 років | 15-21 | 22-29 | 30-39 | 40-49 | 50-65 | 65-85 | Понад 85 |
| -------- | ----------- | ----- | ----- | ----- | ----- | ----- | ----- | -------- |
| Чоловіки | 4393        | 4695  | 3737  | 2891  | 3453  | 3430  | 2527  | 261      |
| Жінки    | 4143        | 5757  | 3450  | 3019  | 3529  | 3632  | 3573  | 706      |

## Суміжні округи
- Дуглас — північ
- Едґар — північний схід
- Кларк — південний схід
- Камберленд — південь
- Шелбі — південний захід
- Мултрі — захід

## Виноски
1. ↑  U.S. Decennial Census. United States Census Bureau. Архів оригіналу за 26 квітня 2015. Процитовано 4 липня 2014.
2. ↑  Historical Census Browser. University of Virginia Library. Архів оригіналу за 11 серпня 2012. Процитовано 4 липня 2014.
3. ↑  Population of Counties by Decennial Census: 1900 to 1990. United States Census Bureau. Архів оригіналу за 24 квітня 2014. Процитовано 4 липня 2014.
4. ↑  Census 2000 PHC-T-4. Ranking Tables for Counties: 1990 and 2000 (PDF). United States Census Bureau. Архів оригіналу (PDF) за 18 грудня 2014. Процитовано 4 липня 2014.
5. ↑  State & County QuickFacts. United States Census Bureau. Архів оригіналу за 8 липня 2011. Процитовано 4 липня 2014.(англ.) Наведено за англійською вікіпедією.
6. ↑  American FactFinder. Бюро перепису населення США. Архів оригіналу за 29 липня 2011. Процитовано 31 січня 2008.

| США | Це незавершена стаття з географії США. Ви можете допомогти проєкту, виправивши або дописавши її. |